# Флаг Яковлевского района
Флаг Я́ковлевского муниципального района Приморского края Российской Федерации.
Флаг утверждён 29 июня 2006 года.
Флаг Яковлевского района является символом, выражающим особенности, самобытность, традиции района и указывает на его принадлежность, как муниципального района, к Приморскому краю и Российской Федерации.
Флаг района наряду с его гербом является воплощением истории, культуры района, отражает его природные и климатические особенности, символизирует мощь, территориальную целостность и неприкосновенность рубежей России.

## Описание флага
Флаг Яковлевского района представляет собой прямоугольное полотнище, разделённое по диагонали белой полосой и состоящее из двух треугольников: верхнего, располагаемого у древка, — зелёного цвета и нижнего — голубого цвета. В верхнем углу у древка — золотое изображение изюбра. Отношение ширины флага к его длине — 2:3.

## Обоснование символики
Левая часть флага окрашена в зелёный цвет, характеризующий собой цвет тайги, растительного мира района, нижняя правая, окрашенная в голубой цвет, характеризует водные богатства района, реки Арсеньевка и Уссури, многочисленные малые реки и озёра.
В левом верхнем углу на зелёном фоне располагается золотой изюбрь — символ жизни, богатства и уникальности животного мира района. Рога и копыта изюбра серебристого цвета.